# UART
Lo UART o Universal Asynchronous Receiver-Transmitter (ricevitore-trasmettitore asincrono universale) è un dispositivo hardware, di uso generale o dedicato, che converte flussi di bit di dati da un formato parallelo a un formato seriale asincrono o viceversa.
Gli USART (Universal Synchronous-Asynchronous Receiver/Transmitter), hanno il compito di gestire le comunicazioni delle interfacce seriali RS-232. Costituiscono un'evoluzione degli UART, come si evince dal nome stesso, in grado di gestire anche trasmissioni seriali sincrone. In un secondo tempo furono dotati di un buffer interno di tipo FIFO.

## Storia

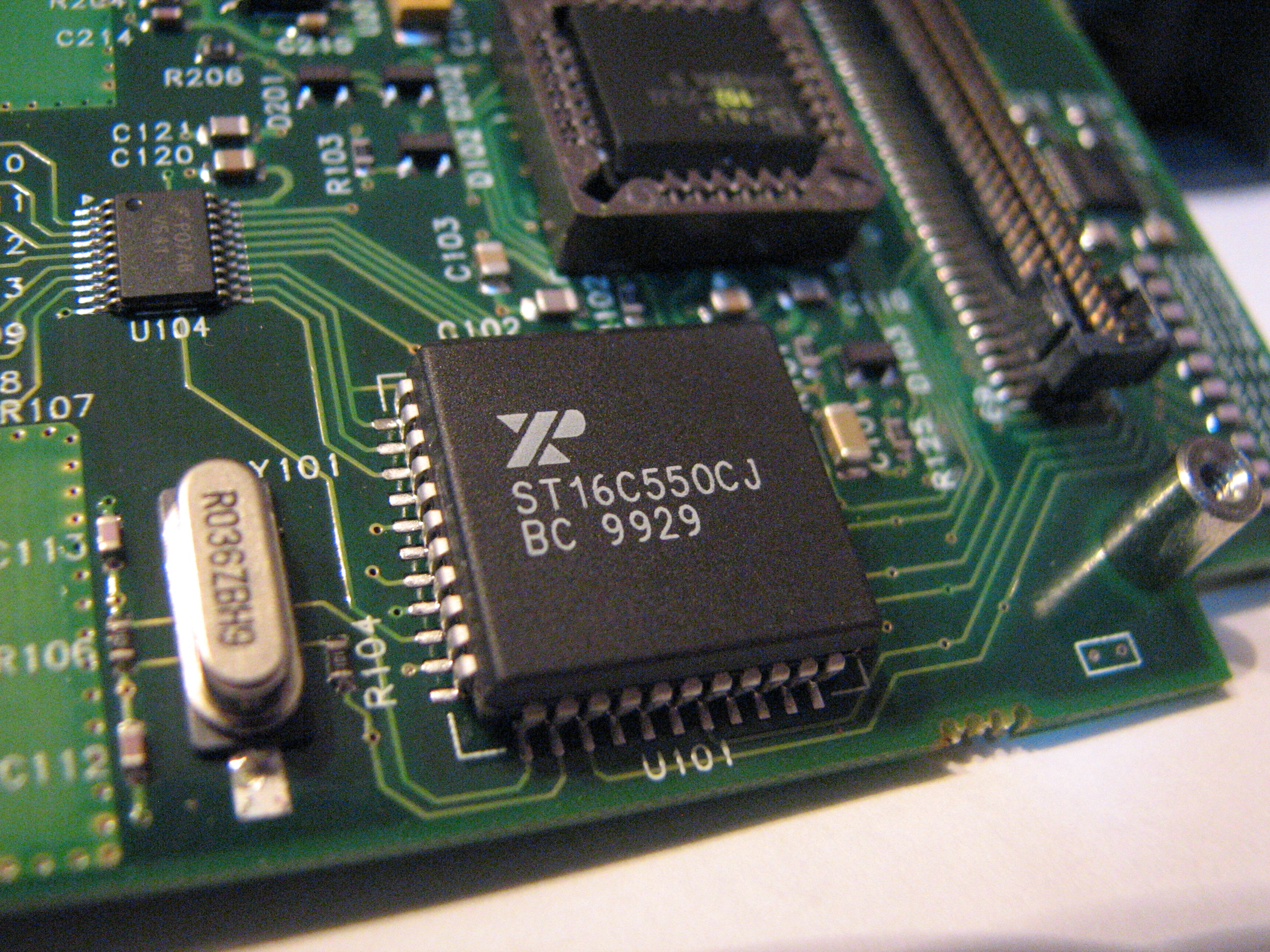
Exar Corporation 16550

Il primo USART montato sul PC IBM fu l'Intel 8251A denominato Programmable Communication Interface, un'USART ad un solo canale. Mentre il 8250 UART della National Semiconductor fu installato nella prima gamma di IBM PC per gestire la porta seriale RS-232 e successivamente installato su una vasta gamma di dispositivi dell'epoca. Il 8250 aveva una velocità massima (programmable) di 9600 bps. Nella linea IBM Personal Computer/AT fu sostituito dal migliorato 16450.
A seguire fu commercializzato il 16550 UART della National Semiconductor introdotto inizialmente nella gamma IBM PS/2 e poteva andare ad una velocità massima di 115200 bps. Per ovviare alla gestione degli interrupt carattere per carattere, rallentando la CPU, il 16550 offriva un buffer FIFO a 16-byte. Sia l'interfaccia hardware che software del 16550 sono retro-compatibili con il 16450 UART. La sua ultima revisione è la 16550D, messa in commercio nel 1995.
A partire dagli anni 2000, la maggior parte dei produttori di computer IBM compatibili ha iniziato a rimuovere le porte RS-232 esterne in favore di connessioni più veloci e versatili come l'USB. Per gli utenti che necessitano ancora di porte seriali RS-232, vengono comunemente utilizzati adattatori USB-UART esterni.

## Descrizione
Ogni famiglia di microprocessori ha la sua UART/USART dedicata. Nei microcontrollori, quando disponibile, questa funzione è interna agli stessi.
La famiglia Z80 chiamava questi componenti "Serial Input Output": SIO0, SIO1, SIO2 che erano degli USART a 2 canali, e il SIO9 che aveva un solo canale. Della famiglia faceva parte anche un componente asincrono chiamato DART (Dual Asynchronous Receiver Trasmitter).
Nei personal computer IBM compatibili le funzioni UART sono espletate da un circuito integrato disegnato per implementare l'interfaccia elettrica per la comunicazione seriale, questo è spesso usato per implementare la porta seriale dove è spesso connesso ad un RS-232 per modem, mouse e stampanti.